# Apertochrysa puncticollis
Apertochrysa puncticollis is een insect uit de familie van de gaasvliegen (Chrysopidae), die tot de orde netvleugeligen (Neuroptera) behoort. 
Apertochrysa puncticollis is voor het eerst wetenschappelijk beschreven door Banks in 1940.